# Чемпіонат світу з фехтування 2023
Чемпіонат світу з фехтування 2023 року пройшов у Мілані, Італія, з 22 по 30 липня під егідою Міжнародної федерації фехтування. На турнірі було розіграно 12 комплектів нагород: в індивідуальній та командній першостях із фехтування на шпагах, рапірах та шаблях серед чоловіків та жінок.

## Розклад[2]
| ● | Церемонія відкриття | ● | Кваліфікація | ● | Фінали | ● | Церемонія закриття |

| Липень               | Липень               | 22       | 23       | 24       | 25       | 26       | 27       | 28       | 29       | 30       | Загалом |
| -------------------- | -------------------- | -------- | -------- | -------- | -------- | -------- | -------- | -------- | -------- | -------- | ------- |
| Церемонії            | Церемонії            |          |          |          | ●        |          |          |          |          | ●        |         |
| Індивідуальна рапіра | Індивідуальна рапіра |          | Жінки    | Чоловіки |          | Жінки    | Чоловіки |          |          |          | 2       |
| Індивідуальна шпага  | Індивідуальна шпага  | Жінки    | Чоловіки |          | Жінки    | Чоловіки |          |          |          |          | 2       |
| Індивідуальна шабля  | Індивідуальна шабля  | Чоловіки |          | Жінки    | Чоловіки |          | Жінки    |          |          |          | 2       |
| Командна рапіра      | Командна рапіра      |          |          |          |          |          |          |          | Жінки    | Чоловіки | 2       |
| Командна шпага       | Командна шпага       |          |          |          |          |          |          | Жінки    | Чоловіки |          | 2       |
| Командна шабля       | Командна шабля       |          |          |          |          |          |          | Чоловіки |          | Жінки    | 2       |
| Загалом              | Загалом              | 0        | 0        | 0        | 2        | 2        | 2        | 2        | 2        | 2        | 12      |

## Медальний залік
*   Країна-господарка ( Італія)
| Місце                | Країна               | Золото | Срібло | Бронза | Загалом |
| -------------------- | -------------------- | ------ | ------ | ------ | ------- |
| 1                    | Італія*              | 4      | 4      | 2      | 10      |
| 2                    | Угорщина             | 3      | 0      | 1      | 4       |
| 3                    | Японія               | 2      | 0      | 2      | 4       |
| 4                    | Франція              | 1      | 3      | 2      | 6       |
| 5                    | США                  | 1      | 1      | 2      | 4       |
| 6                    | Польща               | 1      | 0      | 0      | 1       |
| 7                    | Південна Корея       | 0      | 1      | 2      | 3       |
| 8                    | Греція               | 0      | 1      | 1      | 2       |
| 8                    | КНР                  | 0      | 1      | 1      | 2       |
| 10                   | Грузія               | 0      | 1      | 0      | 1       |
| 11                   | Єгипет               | 0      | 0      | 1      | 1       |
| 11                   | Болгарія             | 0      | 0      | 1      | 1       |
| 11                   | Венесуела            | 0      | 0      | 1      | 1       |
| 11                   | Гонконг              | 0      | 0      | 1      | 1       |
| 11                   | Казахстан            | 0      | 0      | 1      | 1       |
| Загалом (15 збірних) | Загалом (15 збірних) | 12     | 12     | 18     | 42      |

## Призери

### Чоловіки
| Дисципліна           | Золото                                                                     | Срібло                                                           | Бронза                                                                |
| -------------------- | -------------------------------------------------------------------------- | ---------------------------------------------------------------- | --------------------------------------------------------------------- |
| Індивідуальна шпага  | Мате Тамаш Кох Угорщина                                                    | Давіде ді Веролі Італія                                          | Ромен Каннон ФранціяРуслан Курбанов Казахстан                         |
| Командна шпага       | Італія Габріеле Чіміні Андреа Сантареллі Давіде ді Веролі Федеріко Вісмара | Франція Александр Бардене Гаетан Білла Яннік Борель Ромен Каннон | Венесуела Франциско Лімардо Хесус Лімардо Рубен Лімардо Габріель Луго |
| Індивідуальна рапіра | Томмазо Маріні Італія                                                      | Нік Іткін США                                                    | Кьосуке Мацуяма ЯпоніяЕнцо Лефор Франція                              |
| Командна рапіра      | Японія Кадзукі Іімура Кьосуке Мацуяма Такахіро Шікіне Кента Сузумура       | КНР Чень Хайвей Мо Зівей Ву Бін Сю Джіє                          | Гонконг Чхьон Кха Лонг Ріан Чой Леунг Чі Ю Юенг Чі Ка                 |
| Індивідуальна шабля  | Елі Дершвіц США                                                            | Сандро Базадзе Грузія                                            | Зіяд Ель-Сіссі ЄгипетАрон Сіладьї Угорщина                            |
| Командна шабля       | Угорщина Тамаш Дечі Чанад Гемеші Андраш Сатмарі Арон Сіладьї               | Південна Корея Ку Бон Гіль Ха Хан Соль Кім Джун Хо О Сан Ук      | США Елі Дершвіц Ендрю Доддо Колін Хіткок Мітчелл Сарон                |

### Жінки
| Дисципліна           | Золото                                                                                       | Срібло                                                                  | Бронза                                                    |
| -------------------- | -------------------------------------------------------------------------------------------- | ----------------------------------------------------------------------- | --------------------------------------------------------- |
| Індивідуальна шпага  | Марі-Флоранс Кандассамі Франція                                                              | Альберта Сантуччо Італія                                                | Мара Наваррія ІталіяСунь Івень КНР                        |
| Командна шпага       | Польща Рената Кнапік-Мязґа Магдалена Павловська Мартина Сватовська-Венґлярчик Ева Тшебінська | Італія Росселла Ф'ямінго Федеріка Ізола Мара Наваррія Альберта Сантуччо | Південна Корея Чхве Ін Джон Кан Йон Мі Лі Хе Ін Сон Се Ра |
| Індивідуальна рапіра | Аліче Вольпі Італія                                                                          | Аріанна Ерріго Італія                                                   | Мартіна Фаваретто ІталіяЛі Кіфер США                      |
| Командна рапіра      | Італія Аріанна Ерріго Мартіна Фаваретто Франческа Палумбо Аліче Вольпі                       | Франція Солен Бутрулль Морган Патру Полін Ранв'є Ізаора Тібус           | Японія Сера Адзума Комакі Кікучі Карін Міявакі Юка Уено   |
| Індивідуальна шабля  | Місакі Емура Японія                                                                          | Деспіна Георгіаду Греція                                                | Теодора Гунтура ГреціяЙоана Ілієва Болгарія               |
| Командна шабля       | Угорщина Шугар Катінка Баттаї Анна Мартон Ліза Пустай Луца Сюч                               | Франція Манон Брюне Сара Бальцер Каролін Керолі Марго Ріфкісс           | Південна Корея Чой Се Бін Чон Ха Йон Чон Ин Хє Юн Джі Су  |